# Molophilus novacaesariensis
Molophilus novacaesariensis là một loài ruồi trong họ Limoniidae. Chúng phân bố ở miền Tân bắc.